# Girl (Band)
Girl war eine britische Glamrock-Band, die 1979 gegründet wurde. Die Gruppe konnte in ihrem Heimatland schon mit der ersten Veröffentlichung Charterfolge vorweisen.

## Geschichte
Phil Lewis war Sänger der Gruppe, Phil Collen war einer der zwei Gitarristen. Weitere Mitglieder waren Gerry Laffy (Gitarre), Simon Laffy (Bass) und Dave Gaynor (Schlagzeug).
Die Band bekam einen Plattenvertrag bei Jet Records, der Schallplattenfirma von Don Arden. Die Gruppe veröffentlichte zwei Singles, bevor ihr Debütalbum Sheer Greed auf den Markt kam, das unter anderem eine Coverversion des Songs Do You Love Me von Kiss enthielt. Sheer Greed erreichte Platz 33 der britischen Albumcharts. Die Band begleitete die Tourneen von Pat Travers und UFO als Vorgruppe und konnte so ihren Bekanntheitsgrad erweitern. Im April 1980 erreichte ihre Single Hollywood Tease Platz 50 der britischen Singlecharts.
1981 verließ Dave Gaynor die Band und wurde durch Pete Barnacle (vormals Gillan) ersetzt. Das mit ihm aufgenommene Album Wasted Youth erreichte Platz 77 der britischen Albumcharts. Kurz nach der Veröffentlichung verließ Phil Collen die Band und wechselte zu Def Leppard, wo er den geschassten Gitarristen Pete Willis ersetzte. Neuer Gitarrist bei Girl wurde Pete Bonas, doch die Band zerbrach bereits kurz nach dem Wechsel.
Phil Lewis wechselte zur Band The London Cowboys, dann zu Airrace, und wurde 1987 Sänger der L.A. Guns.
Gerry Laffy, Simon Laffy und Pete Barnacle spielten als Sheer Greed weiter; gelegentlich stießen auch Collen und Lewis als Gäste bei einzelnen Auftritten dazu.
Collen und Simon Laffy bilden zurzeit zusammen mit Paul Cook (Sex Pistols) das Trio Man Raze, Collen ist jedoch weiterhin Gitarrist bei Def Leppard. Das Debütalbum von Man Raze, Surreal, erschien 2007, im Juli 2011 veröffentlichte die Band ihr zweites Album mit dem Titel Punkfunkrootsrock.

## Diskografie

### Studioalben
- Sheer Greed (1980)
- Wasted Youth (1982)
- Killing Time (1987)

### Livealben
- Live at the Marquee (2001)
- Live at the Exposition Hall, Osaka, Japan (2001)

### Kompilationen
- My Number: The Anthology

## Videoalben
- Girl – The Rare DVD Collection (2006)